# All's Well Ends Well 2010
All's Well Ends Well 2010 (chino: 花田囍事2010, Jyutping: Fa tin hei si 2010) es el nombre de película hongkonés del género comedia dirigida por Raymond Wong Bak-Ming, que se estrenó el 11 de febrero de 2010.

## Actores
- Louis Koo ... Chong Hoi - El Emperador
- Lynn Hung ... Wong Ying - Hija Millones
- Sandra Ng ... Ng Wan Yau
- Angelababy Yeung ... Princesa Wai Chu
- Suet Lam ... Ng Fat Tat
- Ronald Cheng ... Mak Bing Wing - El General
- Wong Bak-Ming ... Millones Wong Bak Man
- Yueming Pan ... Ng Sheung Chun
- Ha Chun Chau ... Eunuch Chun
- Kristal Tin ... La Emperatriz
- Lee Heung Kam ... Emperatriz Dowager